# Deparia shennongensis
Deparia shennongensis är en majbräkenväxtart som först beskrevs av Ching, Boufford och K.H.Shing, och fick sitt nu gällande namn av Xian Chun Zhang. Deparia shennongensis ingår i släktet Deparia och familjen Athyriaceae. Inga underarter finns listade.